# عدسی (هندسه)

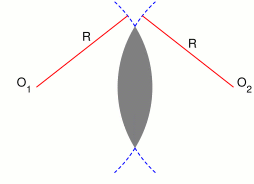
عدسی دو دایره با شعاع R, و به مرکزیت O_{1} و O_{2}

عَدَسی یا لِنز در هندسه، اشتراک دو قرص یک دایره است. اگر دو دایره شعاع برابر داشته باشند عدسی متقارن و در غیر این‌صورت عدسی نامتقارن پدید می‌آید. مساحت عدسی متقارن با شعاع {\displaystyle R} (Radius) و طول کمان {\displaystyle \theta } رادیان عبارت است از:

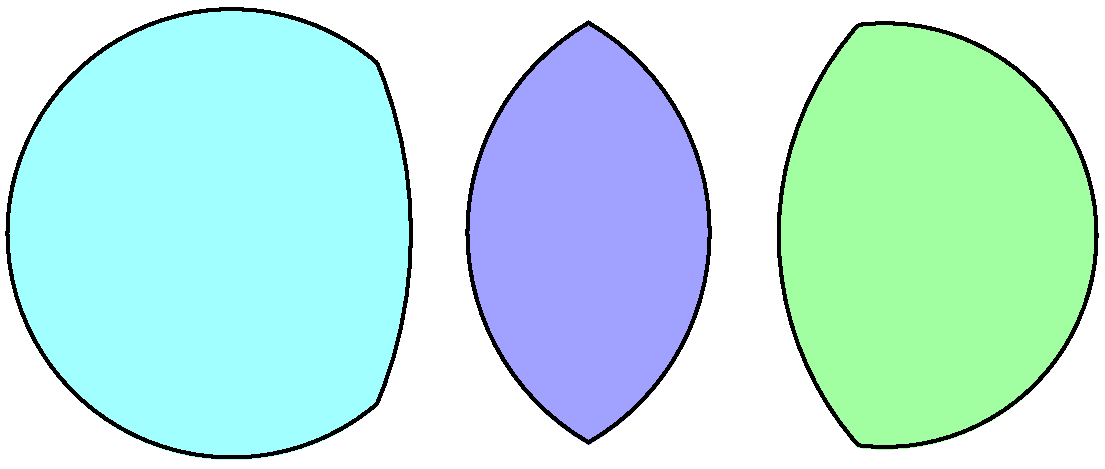
مثال‌هایی از عدسی متقارن و نامتقارن

{\displaystyle A=R^{2}\left(\theta -\sin \theta \right).}